# N935 (België)
De N935 is een gewestweg in de Belgische provincie Namen. Deze weg vormt de verbinding tussen Gribelle en Pussemange nabij de Franse grens, waar de weg verder loopt als de D979 naar Charleville-Mézières.
De totale lengte van de N935 bedraagt ongeveer 31 kilometer.

## Plaatsen langs de N935
- Gribelle
- Gedinne
- Louette-Saint-Pierre
- Houdremont
- Hérisson
- Membre
- Pussemange